# اکوتینک (ویرجینیا)
اکوتینک، ویرجینیا (به انگلیسی: Accotink, Virginia) یک محدوده ثبت‌نشده در ایالات متحده آمریکا است که در شهرستان فرفکس، ویرجینیا واقع شده‌است.